# 亞洲似口蝦蛄
亞洲似口蝦蛄（学名：Oratosquillina asiatica）为蝦蛄科似口蝦蛄屬下的一个种。